# Joop Zoetemelk
Joop Zoetemelk (ˈjoːp ˈsutəmɛlk) (in extenso Hendrik Gerardus Joseph Zoetemelk) est un coureur cycliste néerlandais, né le 3 décembre 1946 à La Haye. Amateur, il a gagné le contre-la-montre par équipes aux Jeux Olympiques de 1968, puis le Tour de Yougoslavie en 1969. Professionnel de 1970 à 1987, il a notamment remporté le Tour d'Espagne 1979, le Tour de France 1980 et les championnats du monde en 1985.  Il fut le tout premier coureur à revêtir le maillot à pois, celui du meilleur grimpeur du Tour de France, en 1975.

## Biographie

### Jeunesse et carrière amateur
Hendrik Gerardus Joseph Zoetemelk naît le 3 décembre 1946 à La Haye. Ses parents, Gerard et Maria Zoetemelk, sont fermiers et éleveurs de porcs à Rijpwetering, en Hollande-Méridionale et ont quatre fils et une fille. Peu intéressé et « moyen en tout » dans sa scolarité, il entre à douze ans à l'école technique de Leyde où il obtient un diplôme de charpentier. Il effectue chaque jour à vélo les dix kilomètres qui le séparent de cette école. C'est cependant le patinage sur glace qui l'attire d'abord. Il le pratique au club Swift de Leyde et continue néanmoins le vélo pour s'entraîner et pour se rendre sur les chantiers sur lesquels il exerce son métier. C'est en 1963, à cause d'un hiver doux empêchant le patinage sur les canaux, qu'il dispute ses premières courses cyclistes.

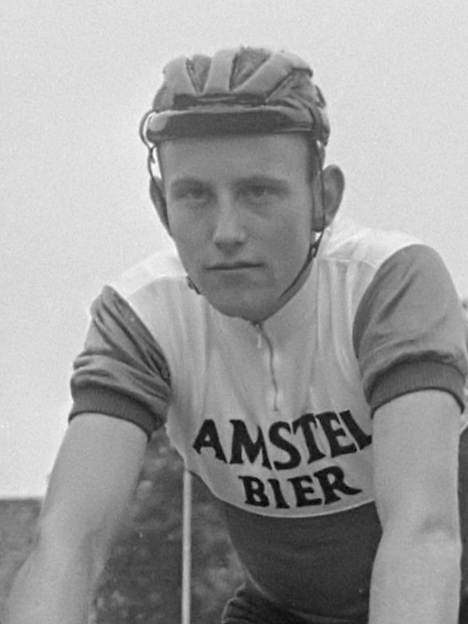
Joop Zoetemelk vêtu du maillot d'Amstel Bier en 1968.

Il fait ses débuts en cyclo-cross et ses résultats lui permettent de prendre part au championnat des Pays-Bas junior, dont il prend la quinzième place. Quelques mois plus tard, il gagne une première course sur route à Puiflijk, rapidement suivie d'une deuxième à Aalsmeer puis du championnat du club. Durant l'hiver, il remporte le championnat des Pays-Bas de cyclo-cross. Sollicité par plusieurs équipes, il choisit Jabo, marque de son vélo de course. Il reste néanmoins lié au Swift, avec lequel il gagne le championnat des Pays-Bas des clubs aux côtés de trois professionnels, Gerben Karstens, Bart Zoet et Nol Klosterman. Présélectionné pour participer aux Jeux olympiques de 1968, il suscite l'intérêt d'équipes plus réputées. Conseillé par Jasper Bouma, patron de Jabo, il rejoint en 1967 l'équipe Amstel Bier d'Herman Krott, dont le leader est Fedor den Hertog. Les primes lui permettent d'exercer son métier à mi-temps désormais. Avec l'équipe des Pays-Bas, dont le sélectionneur est Herman Krott, il dispute ses premières courses internationales. Il découvre la montagne et ses facilités sur ce terrain au Tour de Turquie, dont il gagne une étape. Il confirme en terminant deuxième du Tour d'Écosse derrière René Pijnen, puis prend deux deuxièmes places d'étapes au Tour du Mexique. Régulier et bon grimpeur, il intègre pleinement la sélection olympique l'année suivante. En raison du forfait de Tino Tabak, il prend également place dans l'équipe de poursuite sur piste. Alors qu'il n'avait jamais roulé sur un vélodrome, il réalise avec Klaas Balk, Piet Hoekstra et Henk Nieuwkamp le temps minimum qualifiant l'équipe pour les Jeux. À Mexico, l'équipe est éliminée du tournoi de poursuite par équipes dès le premier tour en prenant la douzième place. Inscrit en poursuite individuelle, Zoetemelk convainc les dirigeants de la fédération néerlandaise de le dispenser de cette compétition pour se concentrer sur la route. Lors de la course en ligne, il fait partie de l'échappée de douze coureurs mais il casse son vélo et est rattrapé par le peloton. Avec Fedor den Hertog, Jan Krekels et René Pijnen, il domine les frères suédois Pettersson lors des 100 km contre-la-montre par équipes et décroche ainsi une médaille d'or.
En 1969, Joop Zoetemelk reste membre d'Amstel Bier. Il reçoit un calendrier de courses distinct de Fedor den Hertog, rival bien que coéquipier. Il remporte le Tour de Yougoslavie, prend la troisième place et gagne le classement de la montagne du Tour d'Autriche et découvre la France à l'occasion du Circuit des Mines, qu'il remporte également. Il dispute ensuite le Tour de l'Avenir, l'une des épreuves phare du calendrier amateur international. Après s'être incliné derrière Gosta Pettersson lors du prologue, il remporte le contre-la-montre par équipes avec ses coéquipiers. Il s'empare de la première place du classement général après la quatrième étape, et la garde jusqu'à la fin de la course sans gagner d'étape.

### Carrière professionnelle
Surnommé le Hollandais du Tour de France, il est professionnel de 1970 à 1987 : une longévité remarquable dans ce sport, surtout à son époque (au vingt-et-unième siècle, c'est nettement plus souvent le cas). En seize participations au Tour de France, il n'abandonne jamais. Il remporte une fois la Grande Boucle en 1980, bénéficiant au passage de l'abandon sur blessure de Bernard Hinault (maillot jaune sur les épaules) à Pau. Il a refusé de porter le maillot jaune au lendemain de l'abandon de son rival, puis il a défendu ce maillot jusqu'aux Champs Élysées,.
En 1974, victime d'une chute au Midi libre, il ne peut pas prendre part au Tour alors qu'il domine ses rivaux (Merckx, Thévenet, Van Impe) dans les principales courses par étapes de début de saison (3 courses, 3 victoires).
Il termine deuxième du Tour en 1970, 1971, 1976, 1978, 1979, 1982, et détient le record du nombre de places de deuxième. Zoetemelk, en 1980, est le deuxième coureur néerlandais à gagner le Tour de France, douze ans après Jan Janssen, comme il fut en 1979 le deuxième Néerlandais à gagner la Vuelta, douze ans après le même compatriote. En 1985, il gagne les championnats du monde de cyclisme sur route, à près de 39 ans : il reste le doyen des vainqueurs de cette épreuve. En 1987, il remporte l'Amstel Gold Race, à l'âge de 40 ans.
À sa retraite, il rejoint son épouse Françoise à la direction de son hôtel (Le Richemont) à Meaux. Depuis l'âge de 24 ans, il vit dans un village près de Meaux : Germigny-l'Évêque,.
Le 11 avril 2010, il participe à son premier marathon en course à pied à Paris en compagnie de son fils.

## Palmarès

### Palmarès amateur
- 1965
  -  Champion des Pays-Bas de cyclo-cross juniors
- 1966
  - Ronde van Warmenhuizen
- 1967
  - 2e du Tour d’Écosse
- 1968
  -  Champion olympique du 100 km contre-la-montre par équipes (avec Fedor den Hertog, Jan Krekels et René Pijnen)
  - Ronde van Midden-Zeeland :
    - Classement général
    - 1reétape (contre-la-montre)

  - 3e du championnat des Pays-Bas de poursuite amateurs
  - 3e de l'Omloop der Kempen
  - 3e du Tour du Limbourg
- 1969
  - Circuit des Mines :
    - Classement général
    - 1rea étape

  - Greenall Whitley Grand Prix Two Day :
    - Classement général
    - 2e étape

  - 2eb (contre-la-montre), 3e et 6e étapes du Tour d'Autriche
  - Tour de Yougoslavie[13]
  - Tour de l'Avenir :
    - Classement général
    - 1reb étape (contre-la-montre par équipes)

  - 2e du championnat des Pays-Bas de poursuite amateurs
  - 2e du Ronde van Oud-Vossemeer
  - 2e du Grand Prix des Nations amateurs
  - 2e du Grand Prix de Belgique
  - 3e du Tour d'Autriche
  - 3e du Grand Prix de France

### Palmarès professionnel
| - 1970 - 2eb étape de Paris-Luxembourg - 2e du Grand Prix de Francfort - 2e du Tour de France - 3e du Circuit de la région frontalière - 3e du Tour de Romandie - 7e du Critérium du Dauphiné libéré - 7e du Super Prestige Pernod - 1971 - Champion des Pays-Bas sur route - Tour d'Espagne : - Classement de la montagne - 16e étape - 4eb étape du Tour de Luxembourg (contre-la-montre) - 2e du Grand Prix du Midi libre - 2e du Tour de France - 2e du Grand Prix des Nations - 3e du Circuit de Flandre centrale - 3e du Critérium du Dauphiné libéré - 3e du Super Prestige Pernod - 4e de la Flèche wallonne - 6e du Tour d'Espagne - 1972 - Trophée des grimpeurs - 1re étape du Grand Prix du Sintra - 2e du championnat des Pays-Bas sur route - 2e du Grand Prix du Midi libre - 2e du Grand Prix du Sintra - 2e du Grand Prix des Nations - 3e de l'Amstel Gold Race - 3e du Tour de Belgique - 3e du Circuit du Meetjesland - 3e d'À travers Lausanne - 4e du Tour de la Nouvelle-France - 5e du championnat du monde sur route - 5e du Tour de France - 5e du Super Prestige Pernod - 6e du Tour de Lombardie - 10e de Paris-Nice - 1973 - Champion des Pays-Bas sur route - Nice-Seillans - 7eb étape de Paris-Nice (contre-la-montre) - 2eb étape du Critérium du Dauphiné libéré - 1rea et 2e étapes du Grand Prix du Midi libre - Tour de France : - Classement du combiné - Prologue et 4e étape - 1rea étape de l'Escalade de Montjuïc - 2e de Paris-Nice - 2e du Trophée des grimpeurs - 2e du Grand Prix du Midi libre - 2e du Grand Prix de Fourmies - 3e des Quatre Jours de Dunkerque - 3e du Critérium du Dauphiné libéré - 3e du Grand Prix des Nations - 3e du Super Prestige Pernod - 4e du Tour de France - 5e du Tour des Flandres - 5e du championnat du monde sur route - 9e de Liège-Bastogne-Liège - 1974 - 2e étape de l'Étoile de Bessèges - 2e étape du Tour méditerranéen - Paris-Nice : - Classement général - 6ea et 7eb (contre-la-montre) étapes - Semaine catalane : - Classement général - 5e étape - Tour de Romandie : - Classement général - 4e étape - 5e du Super Prestige Pernod - 1975 - 2ea et 4eb étapes du Tour de Corse - 11e étape du Tour de France - Paris-Nice : - Classement général - 6ea et 7eb (contre-la-montre) étapes - Tour des Pays-Bas : - Classement général - 4e étape - Grand Prix d'Isbergues - 2e étape de l'Escalade de Montjuïc - À travers Lausanne : - Classement général - 1re étape (contre-la-montre) - 2e du Grand Prix du Midi libre - 2e de l'Escalade de Montjuïc - 2e du Grand Prix des Nations - 3e de la Semaine catalane - 3e du championnat des Pays-Bas sur route - 4e du Tour de France - 5e du championnat du monde sur route - 6e du Super Prestige Pernod - 8e de la Flèche wallonne - 1976 - Flèche wallonne - 3e étape du Critérium du Dauphiné libéré - 9e, 10e et 20e étapes du Tour de France - 1re étape de l'Escalade de Montjuïc (avec Antonio Martos) - À travers Lausanne : - Classement général - 1re et 2e étapes (contre-la-montre) - 2e du Tour de France - 2e de l'Escalade de Montjuïc - 3e du Grand Prix des Nations - 3e du Super Prestige Pernod - 4e du championnat du monde sur route - 4e du Tour de Lombardie - 6e de l'Amstel Gold Race - 8e du Paris-Nice - 8e du Critérium du Dauphiné libéré - 9e du Grand Prix du Midi Libre - 10e de Liège-Bastogne-Liège - 1977 - Challenge Sedis-Yellow - 2ea étape du Tour de l'Aude - 4ea étape du Tour de Catalogne - Grand Prix d'Isbergues - Paris-Tours - Grand Prix d’Automne - À travers Lausanne : - Classement général - 1re et 2e étapes (contre-la-montre) - 2e du Tour de Romandie - 2e du Grand Prix des Nations - 2e du Trophée Baracchi (avec Freddy Maertens) - 3e du Grand Prix du Midi libre - 3e du Tour de Catalogne - 4e du Super Prestige Pernod - 7e du Critérium du Dauphiné libéré - 7e du Tour de Lombardie - 8e du Tour de France | - 1978 - Grand Prix de Montauroux - Paris-Camembert - 2e étape du Critérium national - 14e étape du Tour de France (contre-la-montre) - À travers Lausanne : - Classement général - 1re et 2e étapes (contre-la-montre) - Grand Prix de Lugano - 2e du Grand Prix de Monaco - 2e du Tour du Haut-Var - 2e de Paris-Bourges - 2e du Tour de France - 2e du Grand Prix de Plouay - 2e du Trophée Baracchi (avec Hennie Kuiper) - 3e du Grand Prix d'Antibes - 3e de Paris-Nice - 3e de l'Amstel Gold Race - 3e du Grand Prix d'Orchies - 3e du Super Prestige Pernod - 4e du Critérium du Dauphiné libéré - 4e du Grand Prix des Nations - 4e de Paris-Tours - 6e des Quatre Jours de Dunkerque - 6e du Grand Prix du Midi Libre - 6e du championnat du monde sur route - 7e du Critérium du Dauphiné libéré - 7e de la Flèche wallonne - 7e du Tour de Lombardie - 1979 - 3e étape de l'Étoile de Bessèges - Tour du Haut-Var - 3e étape du Tour de Corse - Paris-Nice : - Classement général - 7eb étape (contre-la-montre) - Critérium national : - Classement général - 2e étape - Tour d'Espagne : - Classement général - Prologue et 8eb étape (contre-la-montre) - Prologue du Critérium du Dauphiné libéré - Trophée des grimpeurs - 18e étape du Tour de France - 5ea étape du Tour des Pays-Bas - Paris-Tours - À travers Lausanne : - Classement général - 1re et 2e étapes (contre-la-montre) - Critérium des As - Grand Prix d’Automne - 2e du championnat des Pays-Bas sur route - 2e du Tour de France - 3e du Grand Prix des Nations - 3e de l'Escalade de Montjuïc - 3e du Super Prestige Pernod - 4e de Paris-Roubaix - 5e de l'Amstel Gold Race - 7e de la Flèche wallonne - 10e du Tour des Flandres - 1980 - Grand Prix Pino Cerami - 5e étape du Tour de Romandie - Prologue du Critérium du Dauphiné libéré - Tour de France : - Classement général - 11e (contre-la-montre) et 20e (contre-la-montre) étapes - Critérium des As - 1re étape de l'Escalade de Montjuïc (avec Raymond Martin) - 3e du Tour de Suisse - 5e du Tour de Romandie - 6e du Super Prestige Pernod - 9e du Critérium du Dauphiné libéré - 10e de la Flèche wallonne - 1981 - Grand Prix Pino Cerami - Escalade de Montjuïc : - Classement général - 1re et 2e (contre-la-montre) étapes - 2e du championnat d'Europe de course derrière derny - 4e du Tour de France - 1982 - Grand Prix de la côte normande - 1re étape de l'Escalade de Montjuïc (contre-la-montre) - 2e du Tour de France - 2e de l’Étoile des Espoirs - 2e de l'Escalade de Montjuïc - 3e du championnat des Pays-Bas sur route - 3e des Six Jours de Grenoble (avec Udo Hempel) - 4e du championnat du monde sur route - 7e du Grand Prix du Midi Libre - 1983 - Champion des Pays-Bas de course derrière derny - Tour du Haut-Var - 2e du Tour méditerranéen - 2e du Grand Prix du Midi libre - 2e des Six Jours de Madrid (avec Günther Schumacher) - 3e du Critérium international - 4e de Paris-Nice - 6e de la Flèche wallonne - 1984 - 2e du Tour de l'Aude - 2e du championnat des Pays-Bas de course derrière derny - 3e du championnat des Pays-Bas de course aux points - 9e de Tirreno-Adriatico - 9e de Liège-Bastogne-Liège - 10e du championnat du monde sur route - 1985 - Champion du monde sur route - Champion des Pays-Bas derrière derny - Tirreno-Adriatico : - Classement général - 5e étape (contre-la-montre) - Veenendaal-Veenendaal - 2e du Grand Prix de Wallonie - 3e de l'Escalade de Montjuïc - 4e du Tour de Romandie - 1986 - 2e du championnat des Pays-Bas de course derrière derny - 2e de l'Amstel Gold Race - 3e du Critérium du Dauphiné libéré - 3e du Grand Prix Rivieren - 6e de la Flèche wallonne - 1987 - Amstel Gold Race - 2e de l'Escalade de Montjuïc - 3e des Six Jours de Maastricht (avec Roman Hermann) |  |

### Résultats sur les grands tours

#### Tour de France
16 participations
- 1970 : 2e
- 1971 : 2e,  maillot jaune pendant 1 jour
- 1972 : 5e
- 1973 : 4e,  vainqueur du classement du combiné, vainqueur du prologue et de la 4e étape,  maillot jaune pendant 1 jour
- 1975 : 4e, vainqueur de la 11e étape
- 1976 : 2e, vainqueur des 9e, 10e et 20e étapes
- 1977 : 8e
- 1978 : 2e, vainqueur de la 14e étape (contre-la-montre),  maillot jaune pendant 4 jours
- 1979 : 2e, vainqueur de la 18e étape,  maillot jaune pendant 6 jours
- 1980 :  Vainqueur du classement général, vainqueur des 11e (contre-la-montre) et 20e (contre-la-montre) étapes,  maillot jaune pendant 10 jours
- 1981 : 4e
- 1982 : 2e
- 1983 : 23e
- 1984 : 30e
- 1985 : 12e
- 1986 : 24e

#### Tour d'Espagne
2 participations
- 1971 : 6e,  vainqueur du classement de la montagne, vainqueur de la 16e étape
- 1979 :  Vainqueur du classement général, vainqueur du prologue et de la 8eb étape (contre-la-montre),  maillot amarillo pendant 13 jours (dont 4 demi-étapes)

## Distinctions

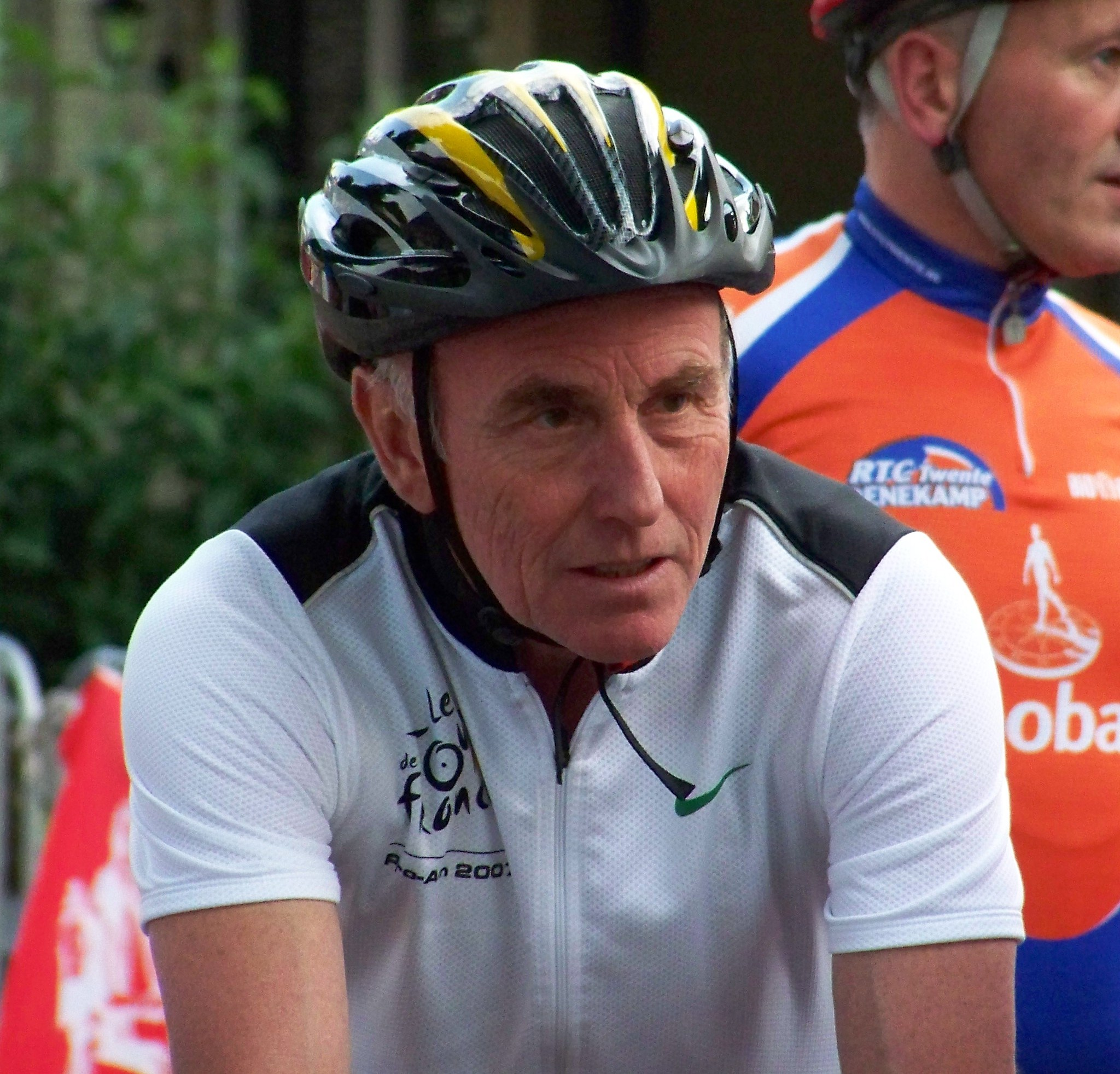
... et en 2008.

Depuis 2002, Zoetemelk fait partie des coureurs retenus dans le Temple de la renommée ou Hall of Fame de l'Union cycliste internationale.
- Chevalier de la Légion d'honneur (2015)[15].
- Sportif néerlandais de l'année : 1980 et 1985
- Cycliste espoirs néerlandais de l'année : 1969
- Classement Wielersport : 1972, 1973, 1975, 1976, 1978 et 1979
- Cycliste néerlandais de l'année : 1972, 1973, 1976, 1978, 1979, 1980, 1981, 1982 et 1985
- Trophée Spidel : 1979
- Trophée AIOCC : 1975
- Lauréat du « Gouden Spaak » : 1979
- Peter Post Carrièreprijs : 2011